# المربك (الطيال)

تعديل مصدري - تعديل

المربك هي إحدى قرى عزلة جبل اللوز بمديرية الطيال التابعة لمحافظة صنعاء، بلغ تعداد سكانها 1718 نسمة حسب تعداد اليمن لعام 2004.